# Frederick Boylstein
Frederick Boylstein   (15 de març de 1902 - 28 de febrer de 1972) va ser un boxejador estatunidenc que va competir durant la dècada de 1920 i 1930.
El 1924 va prendre part en els Jocs Olímpics de París, on guanyà la medalla de bronze de la categoria del pes lleuger, del programa de boxa.
En finalitzar els Jocs passà a lluitar com a professional, amb un balanç de 37 victòries, 4 derrotes i 2 combats declarats nuls. El 1931 es retirà.